# Nekuia

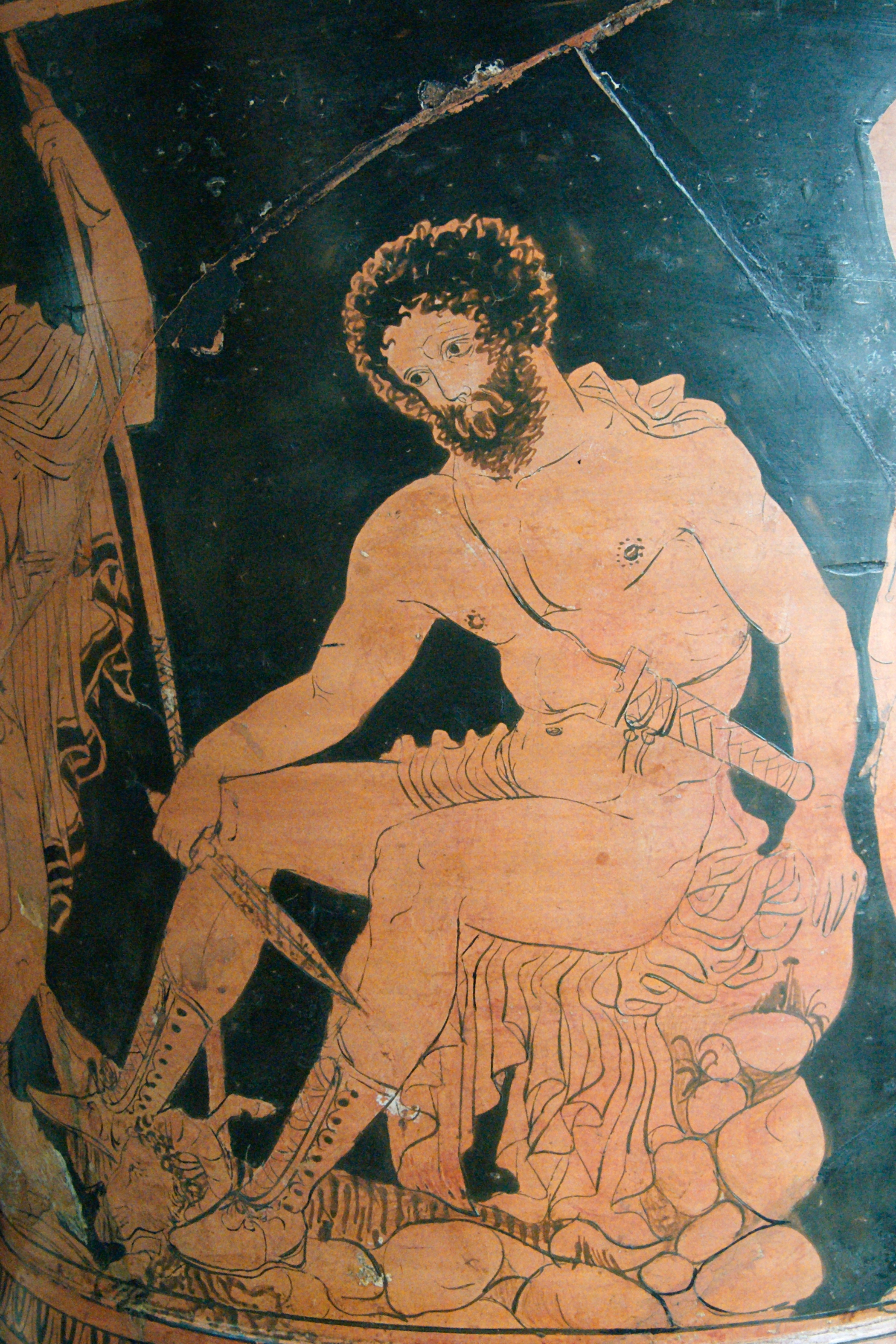
Ulysse sacrifiant un bélier pour invoquer l'âme de Tirésias. Cratère lucanien à figures rouges, IVe siècle av. J.-C., Cabinet des médailles de la BnF.

La Nekuia ou Nekyia (du grec ancien Νέκυια, parfois francisé en « néquie », de νέκυς / nékus/nékys, « le mort, le cadavre ») est un rituel sacrificiel lié à la mythologie grecque et ayant pour but d’invoquer les morts dans un nécromantéion. C’est aussi en particulier le titre donné au chant XI de l’Odyssée relatant l’invocation du défunt devin Tirésias par Ulysse qui, cherchant désespérément à rentrer à Ithaque, reçoit de Circé le conseil d’aller consulter le devin thébain à propos de l’avenir de son périple (fin du chant X). Tirésias étant mort, Circé initie Ulysse aux secrets d’un rituel qui lui permettra de communiquer avec lui malgré tout. Il ne faut pas confondre la Nekuia avec une catabase, qui désigne la descente aux Enfers de dieux et de héros tels qu’Hermès, Perséphone, Dionysos, Héraclès, Orphée et d’autres. En effet, Ulysse ne descend pas aux Enfers, ce sont les morts qui, invoqués par le rituel, viennent lui parler depuis le royaume d’Hadès.  

## Chant XI de l’Odyssée
Au chant X (504-514), Circé avait conseillé à Ulysse de laisser Borée, le vent du nord, guider son navire au-delà de l’Océan jusqu’au bois sacré de Perséphone peuplé de saules stériles. Elle indique ensuite à Ulysse d’arrêter son vaisseau à la confluence des fleuves infernaux que sont le Pyriphlégéthon, le Cocyte, le Styx et l’Achéron limitant le royaume d’Hadès (et dont les noms sont interprétés comme signifiant respectivement “charbons ardents”, “complainte”, “haine” et “sans joie”). Elle lui expose ensuite le rituel sacrificiel qu’il accomplira au chant suivant. 
Au début du chant XI, Ulysse et ses compagnons quittent le palais de Circé à Aiaia en embarquant un troupeau de béliers. Après une journée de navigation, le navire parvient au pays, plongé dans une nuit perpétuelle, des Cimmériens (kymè signifiant en grec les “marges”, les “limites” du monde). Ulysse commence alors à procéder au rituel auquel l’avait initié Circé. Tandis qu’Euryloque et Périmédès, deux de ses compagnons, se chargent de débarquer les béliers sacrificiels, Ulysse creuse de son glaive une fosse carrée d’une coudée de côté dans laquelle il accomplit trois libations de lait sucré au miel, de vin doux et d’eau pure, le tout couvert de farine, adressées à tous les morts, auxquels il promet qu’une fois rentré à Ithaque, il leur sacrifiera la plus belle de ses vaches. À Tirésias seul, il promet en outre un bélier à la toison noire sans tache. Les ombres des morts s’approchent en foule et Ulysse, tout en leur défendant de se nourrir du sang qu’il réserve à Tirésias, presse ses compagnons de sacrifier les béliers à Hadès et Perséphone et de laisser leur sang couler dans la fosse. 

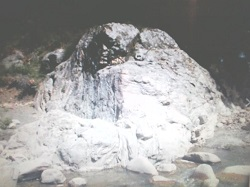
Roche que Circé a indiqué à Ulysse dans sa visite au royaume des morts.

Une ombre se détache de la foule : il s’agit d’Elpénor, un compagnon d’Ulysse, laissé sans sépulture à Aiaia. Il raconte à Ulysse les circonstances de sa mort : après une nuit de beuverie, il s’était endormi sur le toit du palais de Circé d’où il a chuté le lendemain en se réveillant. Elpénor fait promettre à Ulysse de lui offrir des funérailles convenables à son retour à Aiaia. Vient ensuite l’ombre d'Anticlée, mère d’Ulysse, qu’il avait quittée à Ithaque. Elle est suivie par celle de Tirésias qui vient s’abreuver du sang de bélier de la fosse. Tirésias révèle alors à Ulysse la suite de son périple (donc la suite de l'Odyssée) : lui et ses compagnons aborderont à l’île du Soleil mais ne devront pas toucher au bétail d’Hélios s’ils veulent rentrer chez eux. Si jamais ils mangent les vaches du Soleil, Ulysse pourra tout de même rentrer, mais seul, misérable, après avoir perdu tous ses hommes. Tirésias révèle également à Ulysse un avenir qui est absent des XXIV chants de l’Odyssée : lorsqu’il aura tué les prétendants, il devra repartir avec une rame sur l’épaule et marcher jusqu’à ce qu’il rencontre des gens qui n’ont jamais vu la mer, qui n’utilisent pas de sel et qui ignorent tout de la navigation. Le jour où il croisera un autre voyageur qui lui demandera pourquoi il porte une pelle à grains sur l’épaule, il devra s’arrêter et planter la rame en terre. Là, il devra sacrifier à Poséidon un taureau, un bélier et un porc. Il reviendra ensuite chez lui pour offrir des hécatombes à tous les dieux. Enfin, il connaîtra une vieillesse paisible et mourra en laissant son peuple prospère.
Ulysse parle ensuite avec l’ombre de sa mère. Elle lui annonce que Pénélope l’attend toujours fidèlement, et lui donne des nouvelles de son père, Laërte, et de son fils, Télémaque. Ils se font alors leurs adieux. Ensuite, Ulysse aperçoit une série de résidents des Enfers, invoqués par son rituel. Il voit d’abord des mères et épouses de héros dont les mythes sont développés : Tyro (la mère d'Eson et de Pélias, père et oncle de Jason), Antiope (la mère d'Amphion et de Zéthos), Alcmène (la mère d'Héraclès), Mégara (l'épouse d'Héraclès), Épicaste (équivalent, chez Homère, de Jocaste, mère et épouse d’Œdipe), Chloris (la mère de Nestor), Léda (mère d’Hélène et des Dioscures), Iphimédie, Phèdre (la fille de Minos) Procris (la fille d’Erechthée), Ariane (la fille de Minos et épouse de Thésée),  Ériphyle (épouse d’Amphiaraos), Maira et Clyméné.
À ce stade de son récit, Ulysse fait une pause ; Arété, Alkinoos et les Phéaciens qui l’écoutent échangent des commentaires élogieux à son sujet, puis Alkinoos invite Ulysse à poursuivre son récit. Le second groupe d’ombres que voit Ulysse comprend les héros de la guerre de Troie morts pendant ou après le conflit. Le premier est Agamemnon qui évoque sa mort sous la main d’Égisthe. Vient ensuite l’ombre d’Achille, accompagné de son fidèle compagnon Patrocle. Achille affirme qu’il aurait préféré être un berger misérable mais vivant plutôt que de séjourner parmi les morts. Ulysse le réconforte en lui rapportant les prouesses de son fils Néoptolème. Ulysse aperçoit aussi Antiloque et Ajax, fils de Télamon, qui lui tient toujours rigueur de leur rivalité à propos des armes d’Achille.
Enfin, Ulysse aperçoit les grandes figures de l’Au-delà mythologique grec. Il voit d’abord Minos, l’un des trois juges des Enfers. Il remarque ensuite des suppliciés comme le géant Orion, condamné à une chasse sans fin ; le géant Tityos, perpétuellement dévoré par des vautours ; Tantale, pour toujours affamé et assoiffé ; Sisyphe, poussant en vain son rocher. Il voit ensuite l’ombre d’Héraclès, qui chasse éternellement parmi les morts tandis qu’Héraclès lui-même banquette sur l’Olympe en compagnie d’Hébé. Il s’attend donc à voir les ombres de Thésée et Pirithoos (personnages associés à l’expédition infernale d'Héraclès) mais les ombres deviennent trop nombreuses et Ulysse se sent dépassé. Il craint alors l’arrivée de la Gorgone Méduse et préfère quitter les lieux. Ulysse et ses compagnons remontent à bord du navire et retournent à Aiaia.

## LaNekuiadans l'art antique

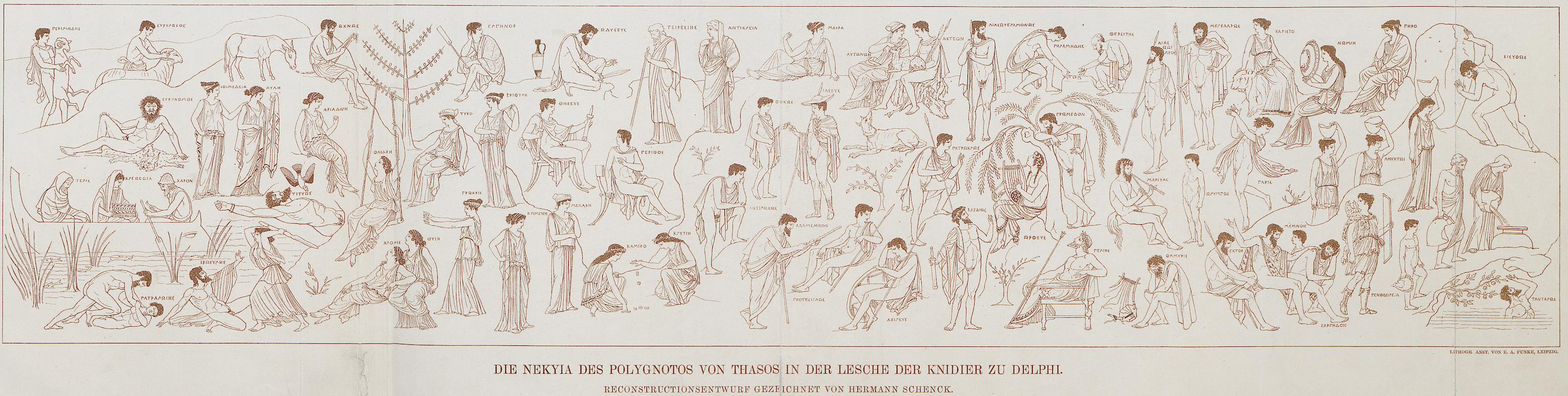
Reconstitution de la Nekuia de Polygnote à Delphes.

L’œuvre antique la plus célèbre représentant la Nekuia est une fresque - aujourd’hui disparue - de Polygnote de Thasos peinte sur l’un des murs de la Lesché des Cnidiens dans le sanctuaire d’Apollon à Delphes. Cette œuvre du deuxième quart du Ve siècle avant notre ère, probablement réalisée dans la foulée de la construction de la Lesché, fut offerte par les Cnidiens au dieu de Delphes (comme l’indique l’inscription sur un bloc de la base de la structure), sans doute à la suite de la bataille de l'Eurymédon, en 469 avant notre ère. Cette fresque est décrite avec force détails par Pausanias, au IIe siècle de notre ère (Périégèse, X, 28-31). À noter que dans le même bâtiment, cette Nekuia était accompagnée d’une autre œuvre de Polygnote représentant l’Ilioupersis (la nuit de la prise de Troie). Cette seconde fresque, elle aussi perdue, est aussi décrite par Pausanias (Périégèse, X, 25-27). À la fin du XIXe siècle, deux études de Carl Robert (Die Nekyia des Polygnotos en 1892 et Die Iliupersis des Polygnotos en 1893) ont proposé des reconstitutions de ces deux tableaux sur la base des descriptions qu’en donne Pausanias. 
Un cratère en calice attique à figures rouges attribué au Peintre de la Nekyia (ca 450-440 avant notre ère), conservé au Metropolitan Museum de New York (inv. 08.258.21) présente deux registres. Le registre supérieur figure une scène infernale dans laquelle on retrouve Héraclès accompagné d'Hermès qui, sous le regard d'Hadès, vient libérer Thésée et Pirithoos. L'autre partie de la scène représente une série de personnages debout autour d'un palais dans lequel siège Perséphone. Deux d'entre eux, un vieil homme et un plus jeune, se tiennent de part et d'autre de ce qui semble être une fosse ou un autel bas. Le plus vieux est en train de prendre la parole, appuyé sur un bâton, tandis que le plus jeune paraît déposer une offrande dans le feu du présumé autel qui les sépare. Il pourrait s'agir d'Ulysse et Tirésias ; les autres personnages anonymes seraient alors les défunts invoqués par le rituel. 
Une pélikè attique à figures rouges attribuée au peintre de Lycaon (environ 440-420 avant notre ère), conservée au Musée des beaux-arts de Boston (inv. 34.79) ne laisse aucun doute car l'image se rapproche davantage de la tradition littéraire et tous les personnages sont accompagnés d'inscriptions. Ulysse, accompagné d'Hermès, est assis, glaive à la main, sur un monticule au pied duquel gisent deux béliers égorgés. Leur sang se répand dans une fosse devant laquelle émerge un personnage identifié comme Elpénor. 
Un cratère en calice lucanien à figures rouges attribué au Peintre de Dolon (ca 400-380 avant notre ère), conservé au Cabinet des Médailles et Antiques de Paris (inv. 422) représente une scène du même genre. Ulysse est assis, glaive à la main sur un monticule de pierres, au-dessus de la dépouille d'un bélier égorgé. Il est entouré de deux personnages masculins, probablement Euryloque et Périmèdes, les compagnons qui l'aident dans l'accomplissement du rituel. Dans la partie inférieure gauche, la tête de Tirésias émerge de la ligne de sol pour s'adresser à Ulysse. 
Deux des fresques de ladite Domus de la Via Graziosa de Rome (ca 40-30 avant notre ère), actuellement conservées dans la Bibliothèque Apostolique du Vatican, mettent en scène un paysage idyllique dans lequel on peut reconnaître la Nekuia. Sur le premier panneau, le navire d'Ulysse est amarré auprès d'une arche de pierre en dessous de laquelle sont réunis une série des personnages accompagnés d'inscriptions. Il s'agit d'Ulysse, d'Elpénor, d'Euryloque, de Palamédès, de Tirésias, de Phèdre, d'Ariadne et de Léda. Un autre groupe de trois personnages masculins anonymes se tiennent du côté des défunts. Il s'agit peut-être d'Agamemnon, d'Achille et d'Ajax. Une femme est debout à côté de Tirésias, elle doit sûrement être Anticléa, la mère d'Ulysse qui, dans l’Odyssée, apparaît en même temps que le devin thébain. Deux personnages de plus grande taille sont allongés sur les pans de l'arche de pierre, peut-être sont-ce des personnifications de deux des fleuves infernaux cités dans l’Odyssée. Le second panneau présente des suppliciés : Tityos gisant se fait dévorer par un vautour ; Orion chasse dans le vide ; Sisyphe pousse son rocher ; cinq Danaïdes (absentes de l’Odyssée) s'affairent à remplir un pithos. Comme sur le panneau précédent, tous ces personnages sont accompagnés d'inscriptions. 
Un relief romain en marbre daté du dernier quart du Ier siècle de notre ère, conservé au musée du Louvre de Paris (collection Albani, inv. MR 857) représente deux personnages se faisant face. Celui de gauche tient un glaive et s'appuie sur un monticule rocheux. Il adresse la parole à une vieil homme assis muni d'un long bâton. On aura reconnu sans peine la rencontre entre Ulysse et Tirésias suivant un schéma proche des scènes précédentes.

## LaNekuiadans l'art moderne et contemporain
Une des fresques de ladite Stanza d'Ulisse du Palazzo Salviati de Florence, peintes par Alessandro Allori dit Bronzino entre 1575 et 1576, met en scène la Nekuia. Au premier plan, Ulysse s'entretient avec Tirésias tandis qu'Euryloque et Périmédès égorgent des béliers dont le sang se déverse dans une fosse. Derrière Tirésias, on aperçoit l'ombre d'Anticléa. À l'arrière-plan, Tityos est dévoré par deux vautours, Sisyphe pousse son rocher et Tantale baigne dans l'eau dont il ne pourra jamais s'abreuver. D'autres défunts anonymes les entourent. 

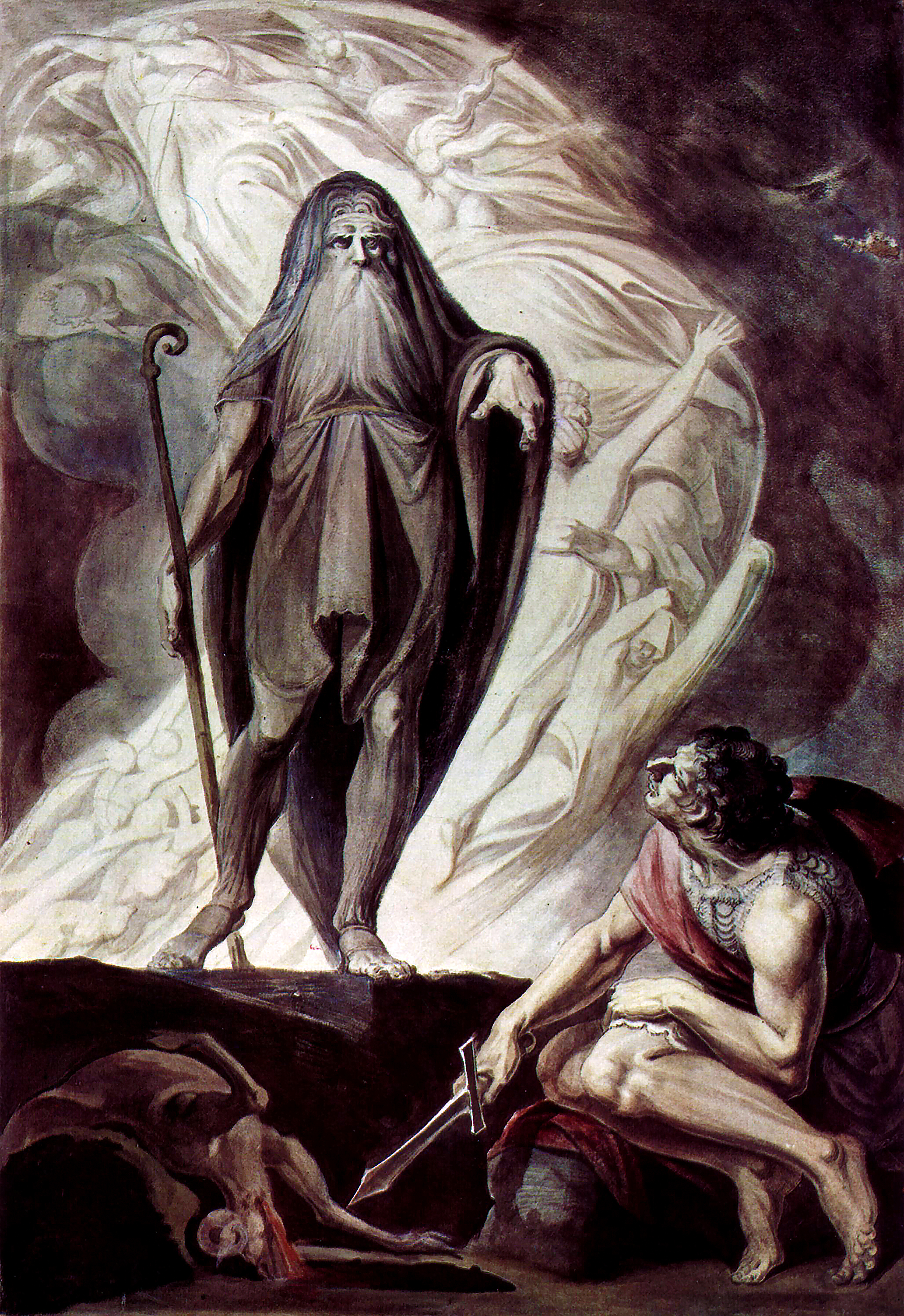
Tirésias apparaît à Ulysse pendant le sacrifice (1780-1785) par Johann Heinrich Füssli (Musée Albertina, Vienne).

Le tableau Theresias erscheint dem Ulysseus während der Opferung peint entre 1780 et 1785 par Johann Heinrich Füssli, actuellement conservé au Musée Albertina à Vienne, illustre la rencontre entre Tirésias, debout sur un monticule de pierre et entouré d'âmes virevoltantes, et Ulysse, accroupi, qui vient d'égorger un bélier dont le sang coule dans une fosse. 
Une des gravures réalisées par John Flaxman en 1810 et recueillies dans l’Odyssée d'Homère gravée par Réveil d'après les compositions de John Flaxman (Paris 1835) représente Ulysse accablé par trois hoplites (probablement Agamemnon, Achille et Ajax) et encerclé d'ombres de défunts grimaçants.
D'une certaine manière, l'acte IV d'Hernani de Victor Hugo (1830) est une nekuia : Don Carlos médite longuement dans le tombeau de Charlemagne et s'adresse à l'empereur : "Verse-moi dans le coeur, du fond de ce tombeau
Quelque chose de grand, de sublime et de beau !"
Certes, Charlemagne n'apparaît pas physiquement à Don Carlos, mais il semble lui avoir montré la voie à suivre puisqu'à l'issue de sa tirade, Don Carlos est différent, il n'est plus le roi libertin des premiers actes et se prépare à devenir l'empereur Charles Quint.

## LaNekuiadans la psychologie analytique de Jung
Carl Gustav Jung a utilisé le concept de Nekuia comme une partie intégrante de sa psychologie analytique comme une « introversion consciente dans les couches profondes de la psyché inconsciente ». Pour Jung « la Nekuia n'est pas la chute sans but dans l'abîme, mais une catabase significative ... Son objet est la restauration de l'homme ».
En effet, nous avons chez Jung une alternance entre une proposition théorique à base de concepts pour étudier et comprendre le psychisme, et le récit qu’il nous livre de sa propre expérience intérieure. Dans ce second type de récit, Jung emploie un langage métaphorique ou mytho-poeïtique (le seul qui soit adapté) pour décrire le « voyage » entrepris pour aller à la rencontre des images intérieures. C’est dans ce contexte-là que Jung nous parle d’aller rencontrer les morts et dialoguer avec eux. D’après lui, ce sont eux qui nous parlent à travers les apparitions dans nos rêves et nos visions.
Le Livre rouge (dont fait partie son texte « Sept Sermons aux Morts ») relate la propre descente de Jung dans les couches profondes de l’inconscient collectif pour écouter et tenter de répondre aux questions restées sans réponse et qui tourmentent les morts. Ces morts représentent le « poids de l’histoire de l’humanité », l’accumulation des expériences et souffrances de tous ceux qui nous ont précédés. Pour Jung, l’homme d’aujourd’hui porte en lui celui du passé ; les images qui peuplent nos nuits et nos visions (ou fantasmes) racontent le conflit entre l’homme ancien et l’homme moderne, entre païen et chrétien, entre primitif et civilisé. Ce drame intérieur est au cœur de la psychologie des profondeurs de Carl Gustav Jung.
Les interprétations de Jung ont été fortement influencées par Gerhard Dorn, commentateur de Paracelse. Dans "Le Fil de Pénélope", le philosophe belge Emmanuel d'Hooghvorst nuance quelque peu l'interprétation jungienne de la Nekuia.